# 雷姆兴根
雷姆兴根（德語：Remchingen，發音：[ˈʁɛmçɪŋən] ⓘ）是德国巴登-符腾堡州卡尔斯鲁厄行政区恩茨县的市镇，面积24.06平方千米，2023年12月31日人口为11,935人。